# Charles Olivier de Penne
Charles-Olivier de Penne  (París, 11 de enero de 1831 – Bourron-Marlotte, 18 de abril de 1897), fue un pintor francés, que perteneció a la Escuela de Barbizon.

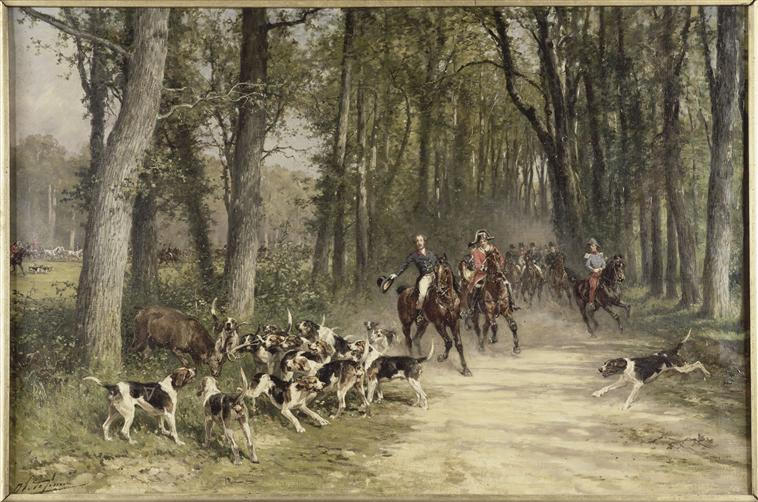
El duque de Orleans y la caza con perros en el bosque de Sylvie en 1841 (1886) Museo Condé

## Biografía
Realizó sus primeros estudios de pintura en Escuela Nacional Superior de Bellas Artes, como estudiante de Leon Cogniet. En sus primeras obras retomó los temas del romanticismo, al elaborar principalmente escenas históricas.
En 1857 obtuvo el segundo lugar en el Premio de Roma con su pintura Jesús y la samaritana, inspirada en la obra de Victor Hugo. Posteriormente obtuvo en el Salón de París una medalla de bronce en 1872 y una de plata en 1883.
A partir de que conoció a Charles Emile Jacque, la temática de su obra se enfocó a la pintura de paisaje y a los temas de caza, en donde resultan notables sus retratos de perros.